# اسلام‌آباد (سقز)
اسلام‌آباد، روستایی از توابع بخش مرکزی در شهرستان سقز است که در استان کردستان ایران قرار دارد.

## جمعیت
این روستا در دهستان تموغه واقع شده و براساس سرشماری سال ۱۳۸۵، جمعیت آن ۱۸۸ نفر (۴۴ خانوار) بوده‌است.